# 李衡哲
李衡哲（리형철，1948年2月25日—），北韓政治家，曾任職朝鮮勞動黨統一戰線部責任指導員、外交部副部長和駐聯合國大使。

## 生平
李衡哲出生於平安北道，後在國際關係大學畢業。1977年，他在國際問題研究所當研究員。翌年，成為黨統一戰線部的責任指導員。1988年，被委任為先軍及和平研究所研究員。3年後，被晉升為副所長。1993年，他被任命為外交部副部長。次年，又調遷為外交局美洲司司長。1997年至2001年間，他被委派到瑞士當駐聯合國大使。期間，他曾與美國政府對話，又曾譴責日本侮辱安重根。2002年，他卸任返國，並擔任國際部長。

## 資料來源
1. 1 2 3  .   [2014-02-19]. （原始内容存档于2019-10-03）.
2. ↑  "美朝昨恢復對話" 《文匯報》 2001 6 14